# Raptrix intermedia
Raptrix intermedia är en bönsyrseart som beskrevs av Atilio Lombardo och Marletta 2004. Raptrix intermedia ingår i släktet Raptrix och familjen Acanthopidae. Inga underarter finns listade i Catalogue of Life.